# 里德號驅逐艦 (DD-21)
里德號驅逐艦（舷號DD-21）是一艘隸屬於美國海軍的驅逐艦，為史密夫級驅逐艦的五號艦。她是美軍第一艘以里德為名的軍艦，以紀念1812年戰爭時美國私掠軍官塞繆爾·里德（Samuel Chester Reid）。
里德號在1908年於巴斯鋼鐵廠開始建造，在1909年下水服役。接著里德號一直留在大西洋執勤。美國參與第一次世界大戰後，里德號被派往亞速爾群島及法國海域，掩護協約國商船，並曾與德國潛艇交戰，但未能將對方擊沉。戰後里德號在1919年退役除籍，並在同年出售拆解。